# Kolarovec
Kolarovec falu Horvátországban, Varasd megyében. Közigazgatásilag Cesticához tartozik.

## Fekvése
Varasdtól 20 km-re északnyugatra, a Dráva jobb partján fekszik.

## Története
1857-ben 146, 1910-ben 214 lakosa volt. 1920-ig Varasd vármegye Varasdi járásához tartozott. 2001-ben  a falunak 278 lakosa volt.

## Népessége
| Lakosság változása | Lakosság változása | Lakosság változása | Lakosság változása | Lakosság változása | Lakosság változása | Lakosság változása | Lakosság változása | Lakosság változása | Lakosság változása | Lakosság változása | Lakosság változása | Lakosság változása | Lakosság változása | Lakosság változása | Lakosság változása |
| ------------------ | ------------------ | ------------------ | ------------------ | ------------------ | ------------------ | ------------------ | ------------------ | ------------------ | ------------------ | ------------------ | ------------------ | ------------------ | ------------------ | ------------------ | ------------------ |
| 1857               | 1869               | 1880               | 1890               | 1900               | 1910               | 1921               | 1931               | 1948               | 1953               | 1961               | 1971               | 1981               | 1991               | 2001               | 2011               |
| 146                | 155                | 172                | 178                | 176                | 214                | 214                | 213                | 233                | 246                | 249                | 254                | 270                | 268                | 278                | 249                |

## Nevezetességei
A Varasdról nyugatra, Lovrečara menő út mentén egy magánház udvarában álló Szenvedő Krisztus-oszlop a korabarokk Krisztus ábrázolások szép példája. Az oszlop egy alacsony talapzaton áll és a tetején látható az ülő Krisztus alakja. Az oszlopba az 1658-as évszám és az állító Čeljak plébános neve van bevésve. A kőből faragott Krisztus-szobor az idők során elszenvedett sérülések ellenére fennmaradt. A szobor ismeretlen mester művészien kivitelezett munkája.